# Denise O’Sullivan
Denise O’Sullivan (* 4. Februar 1994 in Cork) ist eine irische Fußballspielerin, die seit 2011 für die A-Nationalmannschaft und seit 2017 für den US-amerikanischen Erstligisten North Carolina Courage spielt.

## Karriere

### Verein
Denise O’Sullivan spielte zunächst bei irischen Vereinen und dann in Schottland für Glasgow City FC. Mit den Schottinnen und zuvor mit Peamount United kam sie auch in der UEFA Women’s Champions League zum Einsatz. Dabei erreichte sie mit Peamount einmal das Sechzehntelfinale und Glasgow das Achtelfinale 2013/14 und das Viertelfinale 2014/15. 2015/16 waren sie direkt für das Sechzehntelfinale qualifiziert, verloren aber beide Spiele gegen Chelsea FC Women. Insgesamt bestritt sie 22 Spiele in der Champions League und erzielte dabei sechs Tore.
2016 erhielt sie einen Vertrag bei Houston Dash. Es war das erste Mal, dass eine Ablösesumme für eine in Schottland spielende Spielerin gezahlt wurde. In ihrer ersten Saison kam sie unter Coach Randy Waldrum auf 18 Einsätze und erzielte dabei zwei Tore. In der zweiten Saison wurde sie nach der Entlassung von Randy Waldrum nur noch elfmal eingesetzt, so dass sie in der Mitte der Saison einen Wechsel anstrebte. Im Juli 2017 erhielt sie einen Vertrag bei North Carolina Courage. Seitdem spielt sie in der NWSL-Saison für den Verein, in der spielfreien Zeit wurde sie aber zeitweise an die australischen Vereine Canberra United und Western Sydney Wanderers bzw. Brighton & Hove Albion in England ausgeliehen. Mit NCC erreichte sie in ihrer ersten Saison das Finale der National Women’s Soccer League 2017 und gewann die National Women’s Soccer League 2018 sowie National Women’s Soccer League 2019.

### Nationalmannschaft
O’Sullivan nahm mit der irischen U17-Mannschaft an der Europameisterschaft 2010 teil, wo sie mit ihrer Mannschaft im Finale gegen Spanien durch Elfmeterschießen verlor. Als Vize-Europameisterinnen waren die Irinnen für die Weltmeisterschaft 2010 qualifiziert, an der sie auch teilnahm. Dort wurden sie in einer Gruppe mit Brasilien, Kanada und Ghana Gruppensieger, verloren dann aber im Viertelfinale gegen Japan mit 1:2. O’Sullivan wurde in den vier Spielen eingesetzt und erzielte bei der Niederlage gegen Japan den zwischenzeitlichen Ausgleich. In der Qualifikation für die Europameisterschaft 2011 war sie Spielführerin ihrer Mannschaft, scheiterte aber bereits in der ersten Runde an Tschechien. Im Oktober 2012 war sie Kapitänin der U19-Mannschaft und erzielte im ersten Spiel der Qualifikation zur Europameisterschaft 2013 beim 3:0-Sieg über Zypern das erste Tor für ihre Mannschaft. Beim 3:2-Sieg im entscheidenden Spiel um den Gruppensieg gegen Serbien gelang ihr das Tor zum zwischenzeitlichen 2:2-Ausgleich. Durch den Gruppensieg erreichten sie die zweite Runde. Hier verloren sie nach Siegen gegen Italien und die Niederlande das Spiel um den Gruppensieg gegen Schweden mit 0:2 und verpassten als fünftbester Gruppenzweiter die Endrunde.

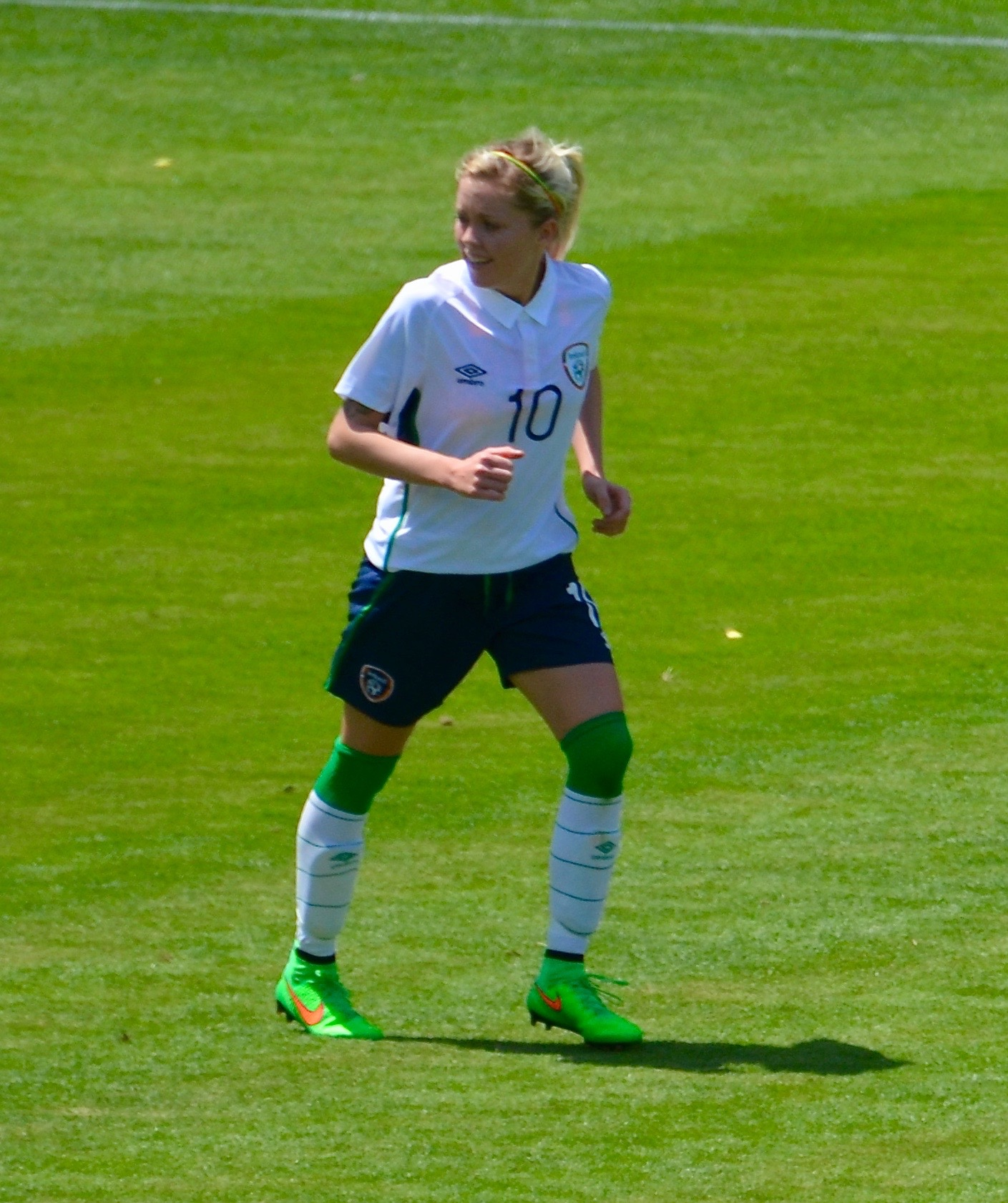
O’Sullivan beim Freundschaftsspiel gegen die USA im Mai 2015

Schon zuvor war sie am 17. September 2011 erstmals in der A-Nationalmannschaft eingesetzt worden und erzielte bei ihrem Debüt im ersten EM-Qualifikationsspiel gegen Wales beide Tore zum 2:0-Sieg. Sie erzielte noch zwei weitere Tore in der Qualifikation und damit die Hälfte der Tore der Irinnen, die als Vierte die Endrunde verpassten. In der Qualifikation für die WM 2015 wurde sie in den zehn Spielen ihrer Mannschaft eingesetzt und erzielte drei Tore. Am Ende belegten die Irinnen hinter Deutschland und Russland den dritten Platz. In der Qualifikation für die EM 2017 wurde sie in sieben der acht Spiele ihrer Mannschaft eingesetzt und erzielte ein Tor. Die Irinnen konnten aber nur beide Spiele gegen Montenegro und in Portugal gewinnen, so dass nur der vierte Platz herauskam. In der Qualifikation für die WM 2019 verpasste sie keine Minute und erzielte ein Tor, als Dritte wurde aber erneut die WM-Endrunde nicht erreicht. Auch in der Qualifikation für die EM 2022 stand sie in allen Spielen vom Beginn bis zum Ende auf dem Platz – als Dritte hinter Deutschland und der Ukraine wurde aber wieder die Endrunde verpasst.
Besser lief es in der Qualifikation für die WM 2023. Zwar wurden sie in der Gruppenphase hinter Schweden nur Zweite, damit erreichten sie aber die Play-offs, wo sie sich durch einen 1:0-Sieg in Glasgow gegen Schottland erstmals das Ticket für eine Endrunde sicherten. O’Sullivan verpasste keine Minute und erzielte sechs Tore, darunter die Siegtreffer zum 1:0-Sieg gegen die Slowakei und zum 2:1-Sieg gegen Finnland sowie drei Tore beim 11:0-Rekordsieg gegen Georgien.
Am 8. April 2023 bestritt sie bei der 0:2-Niederlage im Freundschaftsspiel gegen Weltmeister USA ihr 100. Länderspiel und führte ihre Mannschaft als Kapitänin aufs Feld.  Am 28. Juni 2023 wurde sie für den finalen WM-Kader nominiert. Bei der WM kam sie in den drei Gruppenspielen zum Einsatz, von denen zwei mit knappen Niederlagen und eins torlos endete, so dass sie als Gruppenletzte ausschieden.
In der anschließenden erstmals ausgetragenen UEFA Women’s Nations League 2023/24 wurde sie in den sechs Spielen der Liga B eingesetzt und stieg mit ihrer Mannschaft in Liga A für die Qualifikation zur EM 2025 auf.  Hier kam sie in den ersten beiden und den letzten beiden Spielen zum Einsatz und erzielte ein Tor beim 3:1-Sieg gegen bereits für die EM qualifizierte Französinnen. Da dies der einzige Sieg war, die anderen fünf Spiele wurden verloren, konnten sich die Irinnen nicht direkt qualifizieren, was dann auch nicht in den Play-offs gelang. Zudem stiegen sie wieder in Liga B für die UEFA Women’s Nations League 2025 ab. In der kam sie in allen sechs Spielen zum Einsatz. Da sie in Slowenien mit 0:4 verloren, die anderen Spiele aber gewannen, verpassten sie als Gruppenzweite den direkten Aufstieg in Liga A für die Qualifikation zur WM 2027, können dies in den Play-offs im Oktober 2025 gegen Belgien aber nachholen.

## Erfolge
- Irischer Meister 2012
- Schottischer Meister 2013, 2014, 2015
- Schottischer Pokalsieger 2013, 2014, 2015
- Schottischer Ligapokalsieger 2014, 2015
- US-amerikanischer Meister 2018, 2019
- Women’s International Champions Cup Sieger 2018